# Andrzej Celiński

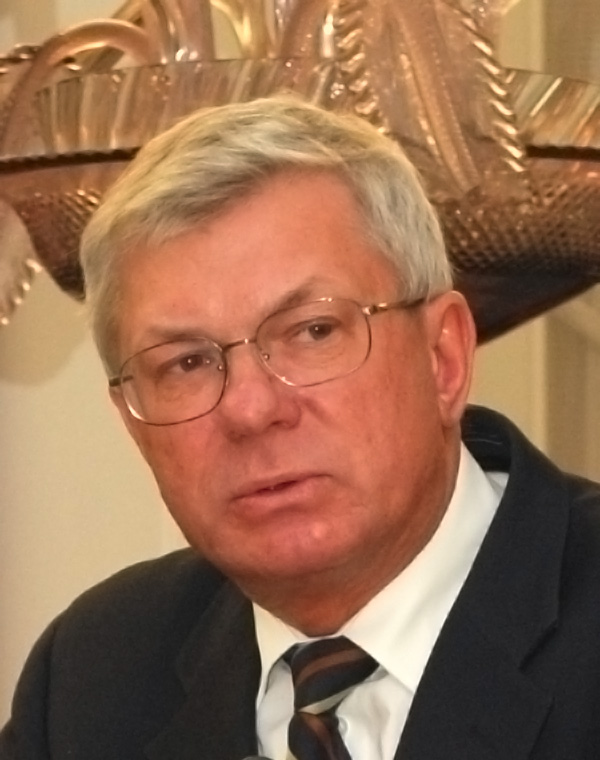
Andrzej Celiński

Andrzej Bohdan Celiński (* 26. Februar 1950 in Warschau) ist ein polnischer Politiker, Senator in der I. und II. Wahlperiode und Abgeordneter des Sejm in der II., IV. und VI. Wahlperiode, ehemaliger Kulturminister und Aktivist der demokratischen Opposition. Von 2012 bis 2015 war er Vorsitzender der Partia Demokratyczna – demokraci.pl.

## Ausbildung und oppositionelle Tätigkeit
Celiński besuchte das VI. Allgemeinbildende Lyceum Tadeusz Rejtan in Warschau und studierte an der Fakultät für Gesellschaftswissenschaften der Universität Warschau. Er beteiligte sich an den März-Unruhen 1968 und wurde deshalb zunächst von der Universität relegiert. Nachdem er kurzzeitig an die nicht-staatliche Katholische Universität Lublin ausgewichen war, konnte er an die Warschauer Universität zurückkehren und dort 1973 sein Studium abschließen. Als Ausbilder für Pfadfinder arbeitete er eng mit Antoni Macierewicz und Piotr Naimski zusammen. Von 1972 bis 1977 und von 1980 bis 1989 forschte er am Institut für Prävention und Resozialisierung der Universität Warschau. Während des polnischen Volksaufstandes im Juni 1976 gehörte er zu den Unterzeichnern eines offenen Briefes zur Unterstützung der streikenden Arbeiter aus Radom und Ursus. Anschließend war er Mitglied des Komitet Obrony Robotników (Komitee zur Verteidigung der Arbeiter KOR) und hielt Vorträge im Rahmen von dessen „fliegender Universität“. Während der August-Streiks 1980 gehörte er zu den 64 Unterzeichnern eines Aufrufs zu Verhandlungen der Regierung mit den Streikenden. Seit September 1980 war er Mitglied der Gewerkschaft Solidarność. Nach Ausrufung des Kriegsrechts wurde er vom 13. Dezember 1981 bis 7. Dezember 1982 interniert.
Celiński ist ein Neffe von Jan Józef Lipski. Seine Mutter Zofia Celińska wurde als Gerechte unter den Völkern geehrt.

## Politische Tätigkeit während der Dritten Republik
In den Jahren von 1989 bis 1990 war er Mitglied des Bürgerkomitees „Solidarność“ und nahm an den Beratungen des Runden Tisches teil. Von 1989 bis 1993 war er Senator in der I. und II. Wahlperiode und dabei zuerst mit dem Obywatelski Klub Parlamentarny (Parlamentarische Bürgerfraktion) verbunden, später mit der Unia Demokratyczna (Demokratische Union – UD). Von 1993 bis 1994 war er Stellvertretender Vorsitzender der UD. Über die Liste dieser Partei (und später der Unia Wolności (Freiheitsunion – UW)) wurde er in den Sejm der II. Wahlperiode gewählt.
1999 trat er in den Sojusz Lewicy Demokratycznej (Bund der Demokratischen Linken – SLD) ein, dessen Stellvertretender Vorsitzender er später wurde. Über die Liste des SLD wurde er bei den Parlamentswahlen 2001 für den Wahlkreis Warschau II in den Sejm gewählt (IV. Wahlperiode). Vom 19. Oktober 2001 bis zum 6. Juli 2002 war er Kultusminister im Kabinett Leszek Miller. In den Jahren 2004 und 2005 saß er für den SLD im Untersuchungsausschuss zur Aufklärung der Orlen-Affäre.
Im März 2004 verließ er (unter anderem mit Marek Borowski) die SLD und war Mitbegründer der neuen Partei Socjaldemokracja Polska (Sozialdemokratie Polens – SdPl). 2005 kandidierte er erfolglos über die Liste der SdPl für ein Abgeordnetenmandat im Sejm. Bei den Kommunalwahlen 2006 wurde er in den Sejmik der Woiwodschaft Masowien gewählt. Bei den Parlamentswahlen 2007 wurde er für den Wahlkreis Kattowitz mit 20.338 Stimmen über die Liste der Lewica i Demokraci (Linke und Demokraten – LiD) erneut in den Sejm gewählt. Er war Mitglied der Sejm-Kommission für Kultur und Medien, bis Oktober 2008 war er Stellvertretender Vorsitzender der Kommission für Erziehung, Wissenschaft und Jugend.
Am 22. April 2008 wurde er Mitglied der neu gegründeten Fraktion SdPl-Nowa Lewica. Anfang September trat er aus der SdPl aus, verblieb aber in der Fraktion. 2011 kandidierte er erfolglos für einen Sitz im Senat der Republik Polen. Von 2012 bis 2015 war er Vorsitzender der Partia Demokratyczna. Bei der Europawahl 2014 kandidierte Celiński auf der Liste Europa Plus, die jedoch mit nur 3,6 % der Stimmen an der Sperrklausel scheiterte. Auch bei den Senatswahlen 2015 konnte er sich nicht durchsetzen.

## Auszeichnungen
Am 23. September 2006 wurde er von Präsident Lech Kaczyński mit dem Kommandeurskreuz des Ordens Polonia Restituta ausgezeichnet. Diese Auszeichnung gab er jedoch im Oktober 2007 wieder zurück, da er gegen die Benennung seiner 88-jährigen Mutter durch die Polizei als Zeugin zum Verhör im Instytut Pamięci Narodowej (Institut für Nationales Gedenken – IPN) protestierte.